# Heliconius xanthicus
Heliconius xanthicus är en fjärilsart som beskrevs av Bates 1864. Heliconius xanthicus ingår i släktet Heliconius och familjen praktfjärilar. Inga underarter finns listade i Catalogue of Life.